# Ademar Monteilski
Adhémar, Adémar, Aimar ali Aelarz Monteilski (francosko: Adhémar de Monteil),  škof v Le Puy-en-Velayu in apostolski legat v prvi križarski vojni, † 1. avgust 1098, Antiohija.

## Življenjepis
Na koncilu v Clermontu novembra 1095 je bil vnet zagovornik križarske vojne. Papež Urban II. se je že pred koncilom posvetoval z njim, na koncilu pa ga je imenoval za svojega legata in duhovnega vodjo prvega križarskega pohoda. Na vzhod je potoval v spremstvu Rajmonda IV. Touluškega. Medtem, ko so se posvetni vodje celo pot prepirali, kdo bo vrhovni vodja pohoda,  Ademarjeva avtoriteta duhovnega vodje nikoli ni bila sporna in je pogosto odločal tudi o posvetnih stvareh: v Konstantinoplu se je  pogajal s cesarjem Aleksejem I. Komnenom, vzpostavil disciplino med križarji v Nikeji, igral ključno vlogo v bitki pri Dorileju in bil zaslužen za vzdrževanje morale med obleganjem Antiohije. Po osvojitvi mesta junija 1098 je med kasnejšem Kerbogovem obleganjem mesta organiziral procesijo po mestnih ulicah in zaprl mestna vrata, da obupani in panični križarji ne bi dezertirali iz mesta. 
Ko je Peter Bartolomej v Antiohiji odkril sveto sulico, je bil do odkritja izredno skeptičen, še posebno zato, ker je vedel, da takšno relikvijo že imajo v Konstantinoplu. Križarje je kljub temu zavestno pustil v prepričanju, da je sulica pristna, ker so v to verjeli in jim je dvigovala moralo.
Po Kerbogovem porazu v bitki pred Antiohijo je Ademar organiziral posvet in poskušal umiriti prepire med voditelji pohoda, vendar je 1. avgusta 1098 umrl, verjetno zaradi tifusa. Spori med višjim plemstvom so se nadaljevali in odhod proti Jeruzalemu se je zato zavlekel za nekaj mesecev. 
Križarji nižjih stanov so imeli Ademarja tudi po njegovi smrti za svojega duhovnega vodjo in mnogi med njimi so trdili, da se jim je njegov duh prikazal med obleganjem Jeruzalema in jim ukazal, naj organizirajo še eno procesijo okrog mestnega obzidja. Procesijo so organizirali 8. julija 1099, sedem dni kasneje pa se je mesto vdalo.